# Mount Gambier
Mount Gambier – drugie co do wielkości (ponad 26 tysiące mieszkańców) miasto w Australii Południowej, położone prawie dokładnie w połowie drogi między Adelajdą a Melbourne, przy granicy ze stanem Wiktoria, w południowej części regionu turystycznego Limestone Coast. W samym Mount Gambier i w jego bezpośredniej okolicy położonych jest wiele spektakularnych atrakcji turystycznych i region ten jest częstym celem wycieczek dla mieszkańców Wiktorii i Australii Południowej. Mount Gambier znana jest jako „Blue Lake City”.

## Historia
Wulkan Mount Gambier został odkryty przez porucznika Jamesa Granta w grudniu 1800 roku z pokładu HMS „Lady Nelson” w czasie wyprawy mającej za zadanie stworzenie dokładnych map wybrzeża tego regionu i nazwany na cześć admirała Jamesa Gambiera.
Pierwszą biała osobą która dotarła na te tereny był Stephen Henty, hodowca bydła z niedaleko leżącego Portland. Rodzina Hentych zamieszkała w tym regionie, ale nigdy oficjalnie nie zarejestrowała tej ziemi jako swojej własności i została zmuszona do opuszczenia tego obszaru kiedy Evelyn Sturt, brat słynnego odkrywcy Charlesa Sturta, wykupił te tereny od rządu.
Pierwsza osada, nazwana wtedy „Gembiertown” została założona przez Hastingsa Cumminghama w 1854, który wyznaczył 77 arowy obszar ziemi na przyszłe miasto. Pierwsza rada miejska (Town Council) zebrała się w 1876, ale Mount Gambier otrzymała prawa miejskie dopiero w 1954.

## Gospodarka
Mount Gambier jest ważnym węzłem komunikacyjnym ze względu na swoje położenie w połowie drogi pomiędzy stolicami stanów Wiktoria i Australia Południowa. Zatrzymuje się tu wiele ciężarówek przewożących towary w obie strony. Ważną część ekonomii stanowi także przemysł drzewny oraz turystyczny. Znajduje się tu również port lotniczy Mount Gambier.

## Turystyka

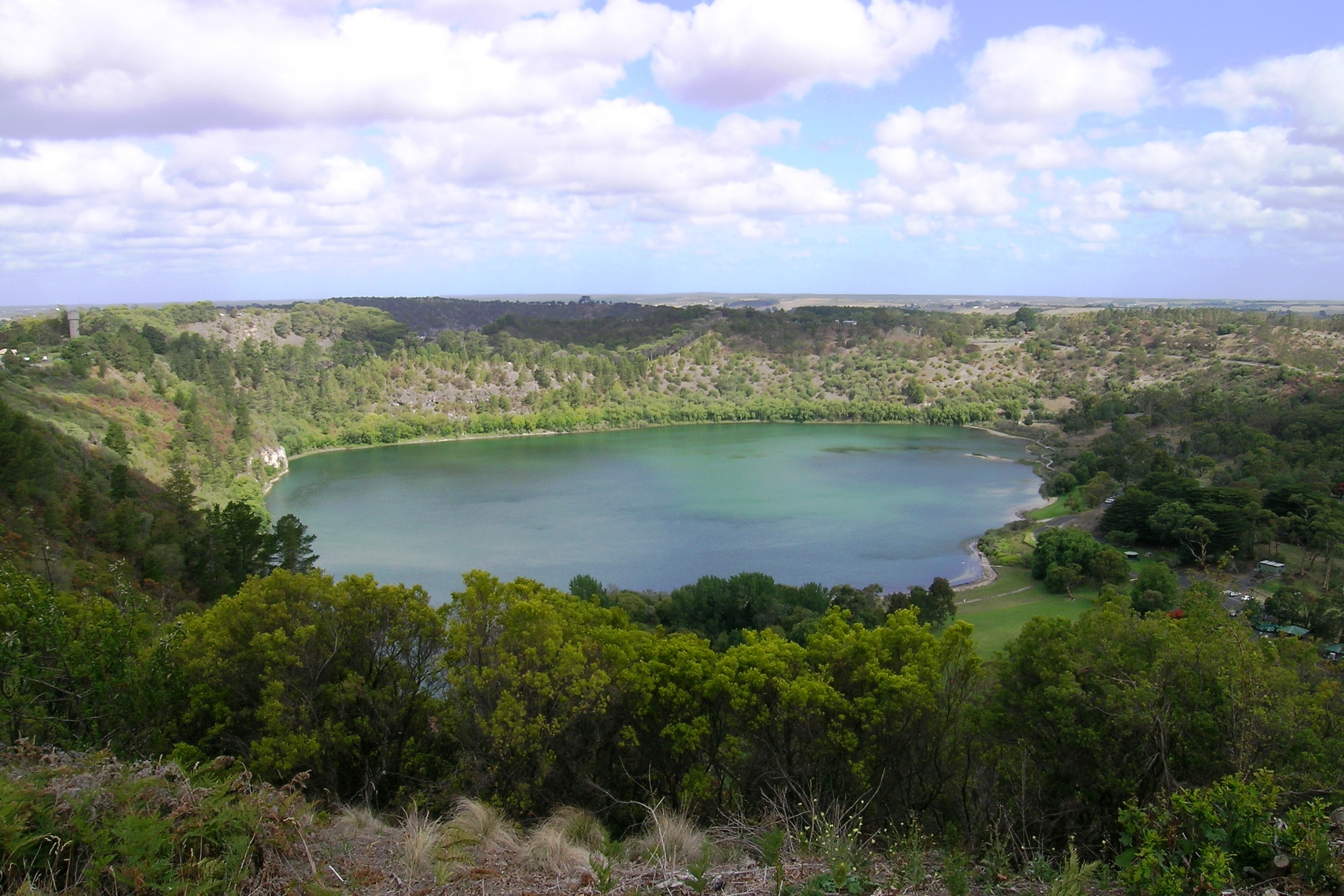
Leg of Mutton Lake

W Mount Gambier, a także w bezpośredniej okolicy tego miasta znajduje się wiele interesujących atrakcji turystycznych. Najbardziej znaną z nich jest słynne w Australii Blue Lake (Błękitne Jezioro) znajdujące się w kraterze wulkanu, na stoku którego leży Mount Gambier, w okresie letnim woda w tym jeziorze ma głęboki błękitny kolor, a samo jezioro stanowi także źródło wody pitnej dla miasta. Inne jeziora powulkaniczne znajdujące się w mieście to Leg of Mutton Lake, Valley Lake i Browne Lake.
W centrum miasta znajduje się także Umpherston Sinkhole – lej zapadliskowy powstały po zapadnięciu się jaskini, na dnie którego znajduje się wspaniały ogród, w nocy odwiedzany przez oposy. W okolicy miasta znajduje się jeszcze wiele innych, mniejszych form tego typu, a także innych jaskiń i formacji krasowych.
Niedaleko od Mount Gambier znajdują się także regiony winiarskie Mount Benson i Coonawarra.